# Saint-Longis
Saint-Longis è un comune francese di 531 abitanti situato nel dipartimento della Sarthe nella regione dei Paesi della Loira.

## Società

### Evoluzione demografica
Abitanti censiti